# 炎興
炎興（えんこう）は、三国時代、蜀漢の君主劉禅の治世で使用された元号。
蜀漢最後の元号である。263年8月 - 11月。

## 概要
蜀漢の最後の元号であり、また西晋の始祖である武帝の名が炎であったことから、蜀漢の滅亡と晋の勃興を暗示する元号であったとも称された。

## 西暦・干支との対照表
| 炎興 | 元年  |
| 西暦 | 263年 |
| 干支 | 癸未  |

## 他元号との対照表
| 炎興 | 元年  |
| 魏   | 景元4 |
| 呉   | 永安6 |